# Simon Schama
Simon Michael Schama, Caballero de la Orden del Imperio Británico ( 13 de febrero de 1945 - ) es un historiador británico. Profesor de historia e historia del arte en la Universidad de Columbia. Entre sus obras se incluyen Landscape and Memory, Dead Certainties, Rembrandt's Eyes, y su historia de la Revolución francesa Citizens. Es el responsable de la serie documental de la BBC A History of Britain (en 15 episodios). Realiza crítica de arte y cultura en The New Yorker.

## Biografía
Hijo de un inmigrante judío de segunda generación, con antepasados en Lituania y Turquía, nació en Londres; a finales de los 40 la familia se mudó a Southend-on-Sea en Essex y posteriormente regresó a Londres. Schama ganó una beca en la prestigiosa escuela privada Haberdashers' Aske's Boys' School e ingresó en el Christ's College, Universidad de Cambridge, estudiando historia con J. H. Plumb.
Escribe Patriots and Liberators, originalmente concebido como un estudio sobre la revolución, pero enfocado para su publicación sobre los efectos de la revolución en Holanda. Ganó con él el Premio Wolfson. En 1980 entra como profesor en Harvard, y comienza una importante serie de libros: Two Rothschilds y The Embarrassment of Riches (1987) otra vez sobre la historia holandesa, y finalmente, tras una accidentada edición, Citizens (1989). Esta fue muy bien recibida, con éxito de ventas, lo que hizo aumentar la confianza de Schama. En 1991, publicó la extraña Dead Certainties (Unwarranted Speculations), un trabajo novelesco que relacionaba de una manera especulativa dos muertes separadas por cien años. Fue recibida con división de opiniones, y no alcanzó el éxito comercial de su obra precedente.
In 1995, Schama siguió con un desafiante, Landscape and Memory, enfocada en la relación entre el medio natural de una región y la memoria popular colectiva y las características de su población. El libro, aún más personal y auto-indulgente en algunos aspectos, siguió recibiendo críticas opuestas, pero obtuvo un claro éxito comercial y ganó numerosos premios, más desde el mundo del arte que entre la historiografía tradicional.
También en 1995, y en los siguientes tres años, se hace crítico de arte del The New Yorker , publicando una selección de sus artículos en 2005 , con el título Hang Ups. En el mismo periodo escribe la biografía Rembrandt's Eyes, otro éxito comercial.
En el 2000 vuelve al Reino Unido, para producer una serie para la BBC como parte de las celebraciones del Milenio, con el título A History of Britain (Schama insistió en usar el artículo indeterminado, para remarcar que era su punto de vista personal y subjetivo, no el didáctico). Escribió y presentó los episodios él mismo, lo que le granjeó un gran reconocimiento popular y adversas críticas académicas, sobre todo de los especialistas en la historia anterior a la invasión de los anglos y la civilización celta. Son en total tres series, divididas en quince capítulos,  que cubrieron el periodo que llega hasta 1965, y se convirtieron en un éxito de ventas en DVD. Schama también escribió una trilogía de libros para acompañar la serie, aunque se discute si es una obra autónoma o no.
En 2003, Schama firmó un lucrativo contrato con la misma cadena y con la editorial HarperCollins para tres nuevos libros y otras tantas series (tres millones de libras, la mayor cifra pagada a un historiador por la televisión). El resultado fue Rough Crossings, sobre la migración transatlántica, incluyendo episodios sobre Pocahontas, la esclavitud y el hambre irlandesa.
En octubre de 2006 la BBC emitíó The Power of Art, sobre ocho artistas (La muerte del Bautista de Caravaggio, el Éxtasis de Santa Teresa de Bernini, Conspiración de Julius Civilis de Rembrandt, La Muerte de Marat de Jacques-Louis David, El Barco de Esclavos de Turner, Campo de trigo con cuervos de Vincent van Gogh, el Guernica de Picasso, y la serie de cuadros encargados para el restaurant Cuatro Estaciones de Mark Rothko)

## Obras

### Libros
- Patriots and Liberators: Revolution in the Netherlands 1780–1813 (1977)
- Two Rothschilds and the Land of Israel (1978)
- The Embarrassment of Riches: An Interpretation of Dutch Culture in the Golden Age (1987)
- Simon Schama (1989). Citizens: A Chronicle of the French Revolution. Alfred A Knopf, Nueva York. ISBN 0-394-55948-7. Ciudadanos. Una crónica de la Revolución francesa. Debate. 2019.
- Dead Certainties: Unwarranted Speculations (1991)
- Landscape and Memory (1995)
- Rembrandt's Eyes (1999)
- A History of Britain (book)|A History of Britain Vol. I (2000, ISBN 0-563-48714-3)
- A History of Britain (book)|A History of Britain Vol. II (2001, ISBN 0-563-48718-6)
- A History of Britain (book)|A History of Britain Vol. III (2002, ISBN 0-563-48719-4)
- Rough Crossings (2005, ISBN 0-06-053916-X)
- Simon Schama's Power of Art (2006, ISBN 0-06-117610-9)
- The American Future: A History (2009, ISBN 0-06-053923-2)
- Scribble, Scribble, Scribble: Writing on Politics, Ice Cream, Churchill and My Mother
- The Story of the Jews, Volume I: Finding the Words, 1000 BCE–1492 CE (2013, Bodley Head, ISBN 9781847921321)
- The Face of Britain: The Nation through Its Portraits (2015, ISBN 9780241963715)
- Belonging: The Story of the Jews 1492–1900, Volume II of the trilogy (2017, Bodley Head, ISBN 9781847922809)[1]

### Documentales de Televisión
- Landscape and Memory (1995), 5 partes
- Rembrandt: The Public Eye and the Private Gaze (1995)
- A History of Britain by Simon Schama – BBC (2000), 15 partes
- Murder at Harvard – PBS (2003)
- Rough Crossings – BBC (2005)
- Simon Schama's Power of Art – BBC (2006), 8 partes
- The American Future: A History – BBC (2008), 4 partes
- Simon Schama's John Donne – BBC (2009)
- Simon Schama's: Obama's America – BBC (2009)
- Simon Schama's Shakespeare – BBC (2012)
- The Story of the Jews – BBC (2013), 5 partes
- Schama on Rembrandt: Masterpieces of the Late Years – BBC (2014)
- The Face of Britain by Simon Schama – BBC (2015), 5 partes
- Civilisations – BBC (2018), 5 de las 9 partes